# Rosalie Du Puget
Rosalie Du Puget, född 1795, död 29 november 1873, var en fransk författare och översättare.
Du Puget uppfostrades i Sverige, dit hennes mor emigrerade under franska revolutionen. Sedan familjen återvänt till Frankrike översatte hon till franska arbeten av Carl Adolph Agardh, Fredrika Bremer, Emilie Flygare-Carlén, Anders Fryxell, Onkel Adam, Esaias Tegnér och Zacharias Topelius. Hon utgav även Chefs-d'oeuvres de théâtre suédois (1823), Les Eddas, traduites de l'ancien idiome scandinave (1844) och Fleurs scandinaves. Choix de poésies (1858). Svenskar reste ett minnesmärke på hennes grav på Père Lachaise i Paris.